# DeepTV.art
『DeepTV.art』（ディープティービー・ドット・アート）は、2022年5月6日から同年9月30日まで放送されたTOKYO MXのテレビ番組。

## 概要
最新TECHワードを深掘りし、新たに見つけたテーマをパフォーマンスとしてリブートする番組。番組コンセプトは「リブート&ミント」。最新のTECHトークをキーワードに専門家とのディスカッション「蘊竹林会議」、XRスタジオでのパフォーマンスを届ける。
メインMCはモーリー・ロバートソン、アシスタントMCはソニーが開発中のエンタテインメントロボット「poiq」。

## スタッフ
- ナレーション：福原大麿
- 総合演出・企画：伊藤博文
- 構成協力：服部隆
- 脚本協力：鈴木文晴
- 撮影：伊藤格、富井隆浩
- 音声：鎌田隆宏、石川潤
- 美術：綿引利元
- VR技術：広瀬睦
- XR：池田正義
- アートディレクション：浦野康介
- 音楽：REO MATSUMOTO
- MA：岩名路彦
- キャラクターデザイン：TOUMA
- 撮影協力：スタジオヌーヴ、FMR
- 制作協力：江川昌宏（ソニー・クリエイティブプロダクツ）、佐村大侑（ソニー・クリエイティブプロダクツ）
- ディレクター：松崎能也
- AP：いとうなな
- 共同プロデューサー：小林亜理
- 宣伝協力：久保裕矢
- プロデューサー：柴田慶子、玉置浩一
- エグゼクティブプロデューサー：森三千男、原田秀樹
- 制作協力：NHKエンタープライズ、ワイズフールピクチャーズ
- 制作著作：ソニー・ミュージックエンタテインメント

## 放送リスト
| 回  | 放送日        | サブタイトル                    | 出演 | パフォーマー |
| --- | ------------- | ------------------------------- | --- | --- |
| #01 | 2022年 5月6日 | NFTって何だ?                    | 遠藤諭、西村真里子、水野誠一 | 三遊亭仁馬、神田桜子                                                                                                  |
| #02 | 5月13日       | XRって何だ?                     | 遠藤諭、西村真里子、水野誠一 | 愛月ひかる |
| #03 | 5月20日       | DeepFakeって何だ?               | 遠藤諭、西村真里子、水野誠一 | 原田大二郎、Tarantula                                                                                                 |
| #04 | 5月27日       | A.I.って何だ?                   | 遠藤諭、曽根岡侑也、西村真里子 | 久保孝真 （三拍子）、高倉陵 (三拍子）                                                                                 |
| #05 | 6月3日        | ノイズって何だ?                 | 遠藤諭、曽根岡侑也、西村真里子 | モーリー・ロバートソン                                                                                                |
| #06 | 6月10日       | クマムシって何だ?               | 遠藤諭、曽根岡侑也、西村真里子 | ハリウッドザコシショウ                                                                                                |
| #07 | 6月17日       | ゲームエンジンって何だ?         | 遠藤諭、西村真里子、水野誠一 | Maika Loubté |
| #08 | 6月24日       | フォトグラメトリって何だ?       | 遠藤諭、西村真里子、平賀督基 | 青木美沙子、深澤翠、Miyako                                                                                            |
| #09 | 7月1日        | ｅスポーツって何だ?             | 遠藤諭、西村真里子、水野誠一 | 東井晴信 |
| #10 | 7月8日        | 量子テレポーテーションって何だ? | 飯塚久夫、遠藤諭、西村真里子、 | 高志&めぐみ |
| #11 | 7月15日       | 不気味の谷って何だ?             | 飯塚久夫、遠藤諭、西村真里子、 | ホリ・ヒロシ |
| #12 | 7月22日       | コンピュータ言語って何だ?       | 遠藤諭、森永真弓。谷口直嗣 | 谷口直嗣（ライブコーディング演奏）、浅田真理（映像演出）                                                              |
| #13 | 7月29日       | マルチバースって何だ?           | 遠藤諭、森永真弓。谷口直嗣 | 榎木孝明、U-CHiM |
| #14 | 8月5日        | ネットミームって何だ?           | 西村真里子、森永真弓、JohnHathway | 善竹十郎、善竹大二郎、野島伸仁                                                                                        |
| #15 | 8月12日       | NFTアートって何だ?              | 遠藤諭、西村真里子、John Hathway | TOUMA、John Hathway、Shu-thang Grafix                                                                                 |
| #16 | 8月19日       | メタバースって何だ?             | 遠藤諭、森永真弓、谷口直嗣 | せきぐちあいみ |
| #17 | 8月26日       | ロボットって何だ?               | 遠藤諭、長江美佳、森田拓磨、鈴木康方                                                                                                 | - |
| #18 | 9月2日        | インカメラVFXって何だ?          | 遠藤諭、西村真里子、森永真弓 | あぷ（コスプレイヤー）、広瀬睦（VRカメラマン）                                                                        |
| #19 | 9月9日        | シンギュラリティって何だ?       | 遠藤諭、森永真弓、John Hathway | 吉川清之、Flow Machines、阿部美緒（Vn）、保科由貴（Vn）、萩原薫（Va）、田中詩織（Va）、三枝慎子（Vc）、三好美和（CB） |
| #20 | 9月16日       | NFTゲームって何だ?              | せきぐちあいみ、西村真里子、森永真弓                                                                                                 | 河野円、安田カナ、光希真珠                                                                                            |
| #21 | 9月23日       | WEB3.0って何だ?                 | 遠藤諭、西村真里子、森永真弓 | 岩渕優二（ナレーション）                                                                                              |
| #22 | 9月30日       | DeepTV.artって何だ?             | 遠藤諭（#01、#06、#13、#16）、西村真里子（#01、#06）、水野誠一（#01）、森永真弓（#13、#16）、谷口直嗣（#13、#16）、曽根岡侑也（#06） | 愛月ひかる（#02）、三拍子（#04）、Maika Loubté（#07）、ホリ・ヒロシ（#11）、モーリー・ロバートソン（#05）             |

## 放送局
| 放送期間               | 放送時間               | 放送局   | 対象地域 |
| ---------------------- | ---------------------- | -------- | -------- |
| 2022年5月6日 - 9月30日 | 金曜 23:30 - 土曜 0:00 | TOKYO MX | 東京都   |

YouTube番組公式チャンネルにて、最新回の前半パートが放送前日に先行公開され、後半パートが放送後に公開された。